# Закон зниження природоємності готової продукції
Закон зниження природоємності готової продукції — питомий вміст природної речовини в усередненій одиниці суспільного продукту історично неухильно знижується. Це не означає, що в процес виробництва залучається менше природної речовини. Навпаки, її кількість збільшується — викидається до 95-98% споживаної у виробництві природної речовини. Однак у кінцевих аналогічних продуктах суспільного виробництва в наші дні, ймовірно, усереднено менше природної речовини, ніж у віддаленому минулому. Пояснюється це мініатюризацією виробів, заміною природних матеріалів та продуктів синтетичними, а також іншими явищами. Оскільки точних розрахунків ще не зроблено (методично вони скрутні), цей Закон має характер експертного умовисновку.

## Ресурси Інтернету
- Розенберг Г. С. О структуре учения о биосфере
- Дедю И. И. Экологический энциклопедический словарь. — Кишинев, 1989 [Архівовано 1 лютого 2012 у Wayback Machine.]
- Словарь ботанических терминов / Под общ. ред. И. А. Дудки. — Киев, Наук. Думка, 1984 [Архівовано 3 березня 2018 у Wayback Machine.]
- Англо-русский биологический словарь (online версия) [Архівовано 19 липня 2017 у Wayback Machine.]
- Англо-русский научный словарь (online версия) [Архівовано 28 лютого 2015 у Wayback Machine.]